# Острів Циглера
О́стрів Ци́глера (рос. Остров Циглера) — острів в Північному Льодовитому океані, у складі архіпелагу Земля Франца-Йосифа. Адміністративно відноситься до Приморського району Архангельської області Росії.

## Географія
Острів знаходиться в центральній частині архіпелагу, входить до складу Землі Зичі. Розташований між островом Солсбері на південному заході (відмежований протокою Родса), Вінер-Нойштадт на південному сході (протока Коллінсона), островом Грілі на сході та островами Паєра та Джексона на північному сході (протока Бута).
Острів майже не вкритий льодом, має видовжену та вузьку форму. Миси: крайній східний — Вашингтона, крайній південний — Бєлоусова, крайній північно-західний — Брайса.

## Історія
Острів відкритий 1873 року під час Австро-Угорської полярної експедиції на чолі з Юліусом Паєром 1872–1874 років. Названий на честь американського бізнесмена, очільника двох полярних експедицій Вільяма Циглера.